# 勒兹昂埃诺
勒兹昂埃诺（法語：Leuze-en-Hainaut，發音：[løz ɑ̃ ɛno] ⓘ）是比利时瓦隆大区埃諾省图尔奈-穆斯克龙区的一座城市，通行法语，是比利时法语社群的一部分，面积73.53平方千米，人口13,886人（2018年1月1日）。

## 地名
“勒兹昂埃诺”（Leuze-en-Hainaut）一名在法语意为“在埃诺的勒兹”，其中“埃诺”既可指埃诺省，又可指埃诺地区。

## 友好城市
- 法國 卢丹
- 布吉納法索 瓦加杜古
- 美国 卡伦克罗